# Лі Перрі
Лі «Скретч» Перрі (англ. Lee "Scratch" Perry), при народженні Рейнфорд Г’ю Перрі (англ. Rainford Hugh Perry) (нар. 20 березня 1936 — пом. 29 серпня 2021) — ямайський продюсер, композитор і співак, відомий своїми інноваційними студійними техніками та стилем звукозапису. У 1970-х Перрі був піонером у розвитку даб-музики: він робив ремікси і додавав студійні ефекти, аби створити нові інструментальні або вокальні версій існуючих пісень у стилі реґі. Працював із багатьма виконавцями та продюсував їх, серед них Боб Марлі та The Wailers, Джуніор Марвін, The Congos, Макс Ромео, Адріан Шервуд, Beastie Boys, Ari Up, The Clash, The Orb та інші.

## Раннє життя
Рейнфорд Г'ю Перрі народився 20 березня 1936 року в Кендалі, Ямайка, в окрузі Геновер, був третьою дитиною Іни Девіс і Генрі Перрі. Його мати за походженням — йоруба, вона сильно шанувала африканські традиції і передала їх своєму синові.
В юності Лі переїхав в Кларендон, де потрапив на танцювальну та музичну сцену та отримав прізвисько The Neat Little Thing (Охайна маленька штучка). Пізніше Лі переїхав до Кінгстона, де навчався в студії Studio One.

## Кар'єра

### Рання робота
Музичну кар'єру Перрі розпочав наприкінці 1950-х як продавець платівок звукової системи Клемента Кокссона Додда. З часом виконував низку важливих завдань на фабриці хітів Studio One Додда та записав майже тридцять пісень для лейблу. Розбіжності з Доддом в особистих та фінансових питаннях змусили Лі Перрі залишити студію та шукати нові музичні шляхи.  1967 року під іменем Лі «Кінг» Перрі випустив сингл «Run for Cover», адресований Кокссону.
Невдовзі Перрі почав працювати на лейблі Джо Гіббса під назвою Amalgamated Records, проте згодом між ними виник фінансовий конфлікт. 1968 року Лі Перрі заснував власний лейбл Upsetter Records. Його перший великий сингл «People Funny Boy» був адресований Гіббсу; тільки на Ямайці його продали тиражем 60 000 копій. Композиція примітна інноваційним використанням семплу (дитина, що плаче), а також швидкого, пихкаючого ритму, який незабаром можна було б ідентифікувати як «реґі».
З 1968 по 1972 рік Лі Перрі працював зі своєю студійною групою Upsetters. Протягом 1970-х років Перрі випустив багато записів на різних звукозаписних лейблах, які контролював, і багато його пісень стали популярними як на Ямайці, так і у Великій Британії: там його інструментальна композиція «The Return of Django» увійшла до п’ятірки хітів 1969 року. Невдовзі Лі Перрі став відомий своїми інноваційними техніками звукозапису та своїм ексцентричним характером.
1970 року Перрі продюсував і випустив трек The Wailers «Mr. Brown»: у ньому він використав студійні ефекти і моторошне відкриття, яке підкреслило його унікальний підхід до запису.

### The Black Ark
1973 року Перрі побудував у своєму дворі студію The Black Ark (Чорний ковчег), аби мати більший контроль над своєю продукцією, і продовжував продюсувати таких відомих музикантів, як Боб Марлі та The Wailers, Джуніор Байлз, Джуніор Марвін, The Heptones, The Congos та Макс Ромео. Він також заснував лейбл Black Ark, на якому випустили багато записів зі студії.
Перрі багато років залишався за мікшерським пультом, створював пісні та альбоми, які стали визначними в історії реґі. До 1978 року стрес і небажаний зовнішній вплив почали брати своє: і Перрі, і «The Black Ark» швидко прийшли в занепад. Згодом студія згоріла вщент. Перрі пізніше казав, що він сам спалив її у пориві гніву.

## Смерть
Перрі помер 29 серпня 2021 року в лікарні Ноеля Холмса в Лусеа, Ямайка, від неуточненої хвороби у віці 85 років.